# Cyrtandra kauaiensis
Cyrtandra kauaiensis är en tvåhjärtbladig växtart som beskrevs av Heinrich Wawra. Cyrtandra kauaiensis ingår i släktet Cyrtandra och familjen Gesneriaceae. Inga underarter finns listade i Catalogue of Life.